# رالف إليهو بيكر
رالف إليهو بيكر (بالإنجليزية: Ralph Elihu Becker)‏ هو دبلوماسي أمريكي، ولد في 29 يناير 1907 في نيويورك في الولايات المتحدة، وتوفي في 24 أغسطس 1994.